# Écoles de l’Armée rouge
Les écoles de l’Armée rouge en Chine dispensent une éducation patriotique.

## Présentation
Les premières écoles sont ouvertes en Chine à partir de 2007. En 2017, il existe environ 200 écoles de l’Armée rouge. Gérées par l'Armée populaire de libération, elles dispensent une éducation patriotique.
Le financement de ces structures éducatives est assuré par des donations d’entreprises ou par des membres de la nomenclature du Parti communiste chinois.